# FK Napredak Kruševac
FK Napredak este un club de fotbal din Kruševac, Serbia.Echipa susține meciurile de acasă pe Stadion Mladost cu o capacitate de 10.811 locuri.